# Cüneyt Dumlupınar
Cüneyt Dumlupınar (* 10. August 1980 in Izmir) ist ein ehemaliger türkischer Fußballspieler und -trainer.

## Spielerkarriere
Dumlupınar durchlief die Nachwuchsabteilung von Karşıyaka SK und wurde 1998 in den Profikader aufgenommen. Hier gelang es ihm nicht sich im Profikader zu etablieren, so wurde er der Reihe nach an Yeni Milasspor, Petkimspor und TKİ Soma Linyitspor ausgeliehen.
Im Sommer 2003 beendete er seine Karriere bei Yenifoçaspor.

## Trainerkarriere
Dumlupınar begann ab 2004 als Trainer zuarbeiten und war als Jugendtrainer bis ins Jahr 2014 bei diversen Erst- und Zweitligisten tätig. Nachdem im März 2014 der Cheftrainer der Profimannschaft von Kayserispor von seinem Amt zurückgetreten war, übernahm Dumlupınar zusammen mit Ertuğrul Seçme die Profimannschaft. Aufgrund einer fehlenden Trainerlizenz Dumlupınars betreute Seçme die Mannschaften während der Ligaspielen und Dumlupınar trainierte und bereitete die Mannschaft auf die Ligaspiele vor.
Im September 2014 übernahm er die Mannschaft als Cheftrainer, nachdem der Verein unter Mutlu Topçu einen Saisonstart deutlich hinter den Erwartungen erlebt hatte. Aufgrund einer fehlenden Trainerlizenz zeigt der Verein Seçme erneut als offiziellen Cheftrainer. Dumlupınar bewirkte mit der Mannschaft in kürzester Zeit die erhoffte Wende. So übernahm die Mannschaft am 13. Spieltag die Tabellenführung, verlor sie am nächsten Spieltag und eroberte sie einen Spieltag später wieder. Nachdem Dumlupınar die Mannschaft souverän zur Herbstmeisterschaft geführt hatte, sicherte die Mannschaft am 31. den Aufstieg und einen Spieltag später die Meisterschaft.
Zur Saison 2015/16 übernahm Dumlupınar den Zweitligisten Karşıyaka SK. Im Oktober 2015 verließ er den Verein wieder.

## Erfolge
Mit Kayserispor
- Meister der TFF 1. Lig und Aufstieg in die Süper Lig : 2014/15